# Fronteiras do Infinito
Fronteiras do Infinito ou, em inglês, Infinity's Shore, é um livro de ficção científica escrito em 1996 por David Brin. Este livro é o quinto passado no Universo Uplift (precedido por Brightness Reef, seguido por Heaven's Reach).
A história segue os eventos de Brightness Reef, mostrando como a civilização do planeta Jijo tenta se defender dos Jophur, um inimigo implacável e poderoso, com a ajuda de um aliado inesperado.

## Traduções
- French: "Le Chemin des bannis" and "Les Rives de l′infini", 1998
- German: "Ring der Sonnen" ("Ring of the suns"), 1999
- Russian: "Берег бесконечности" ("Infinity's Shore"), AST, 2003
- Polish: "Brzeg nieskończoności" ("Infinity's Shore"), 2001
- Serbian: "Обала бескраја" ("Infinity's Shore"), 1998
- Spanish: "La costa del infinito" ("Infinity's Shore"), 1999